# Хой-Балам II (царь Яшчилана)
Хой-Балам II — правитель Пачанского царства со столицей в Яшчилане.

## Биография
Хой-Балам II является преемником Кинич-Татбу-Холя II, воцарившись после 537 года.
В 564 году состоялась битва с царством Шукальнах, в которой Хой-Балам II побеждает и  9.6.10.14.15, 4 Men 3 Mak (19 ноября 564 года) захватывает в плен царя Шукальнаха.
После Хой-Балама Яшчиланом правили двое неизвестных царей.